# Raymond Lindeman
Raymond Laurel Lindeman (1915 – 29 juin 1942) est un écologiste américain, spécialiste de l'écologie des écosystèmes. Docteur en biologie de l'université du Minnesota, puis chercheur stagiaire à l'université Yale, il a établi que 10% de l'énergie consommée à un étage de la chaîne trophique est réemployée à un étage supérieur de cette chaîne. Souffrant de douleurs hépatiques et gastro-intestinales chroniques, il disparaît prématurément, sans doute d'une hepatite.